# MAKOplasty
MAKOplasty，或稱機器人手臂關節置換術、友信美骨立，是一項 MAKO Surgical Corp 開發的 RIO（Robotic Arm Interactive Orthopedic System，機器人手臂關節置換系統，包含：提供導航功能的相機與螢幕系統、操作程式與調整手術計劃的電腦系統、以及醫師操作的機器手臂本體三個部分）機器手臂執行的膝關節或髖關節置換術。RIO 由美國食品藥品監督管理局通過，應用於骨科治療退化性關節炎的全髖關節置換術及部分膝關節置換術，其立體定位技術適用於此類行手術上，因骨骼構造能夠被電腦斷層掃描的模型所辨識。
自 2006 年全美第一起部分膝關節置換術及 2010 年第一起全髖關節置換術以來，截至 2013 年底為止，全球已執行超過 33,000 個 MAKOplasty 手術。

截至2013年底，MAKO Surgical 已在世界多國販售 179 台 RIO 機器人手臂手術系統。在歐洲，德國、希臘、義大利已經引進 MAKOplasty 機器手臂人工膝關節置換術，亞洲地區則是有泰國、土耳其、香港及台灣等國家及地區  。國際上，手術價錢不一，以新加坡舉例，MAKOplasty 手術費用為美金 26,500 元，在泰國，MAKOplasty手術費用則為泰銖 458,000元 。

## 沿革
2008年　　通過美國食品藥品監督管理局認證。
2010年　　MAKO Surgical的 RIO 機器人手臂手術系統通過歐洲合格認證，並在美國FDA食藥署認證可應用於全髖關節置換手術(THA)。

## 手術過程

### 術前規劃骨骼模型
MAKOplasty被外科醫師用來規劃、執行退化性關節炎的部分膝關節置換術或髖關節置換術。首先藉由電腦斷層掃描所生成的三維立體影像骨骼模型，進行術前手術規劃，可以達到客製化、並在手術中為醫師提供導航的功能。

### 術中的力學分析
透過術中的力學分析(Joint balancing)，外科醫師能夠判斷最適的植體尺寸，位置，並針對病患進行個別的校正，可精確地繪製出骨關節的磨除範圍。另外，在手術過程中，機器手臂系統能提供視覺、聽覺以及觸覺回饋系統，可以限制醫師不得移除術前規劃範圍外的、健康的骨骼。此手術消除了傳統關節置換術的各種猜測，帶來準確且能夠複製的結果。。

### 手術傷口及術後復原
部分膝關節置換術手術傷口約5~8公分，且保留病人的十字韌帶 ，多數病人在術後隔日出院自行行走，不需輔助器。

## 爭議
MAKOplasty所執行的部分膝關節置換手術，在困難度上較全人工膝關節置換術高，因此選擇真正合適的病患對部分膝關節置換術的成功與否影響重大。雖然機器人手臂部分膝關節置換術因為保留十字韌帶且對關節週遭神經影響較小，讓病人術後恢復期縮短且關節活動更為自然，但並非所有病人都適用部分膝關節置換術，適用與否應由醫師診斷。

## 外部連結
- MAKOplasty 機器人手臂關節置換 （页面存档备份，存于）
- YouTube上的MAKOplasty Taiwan頻道